# Hirsch auf Gereuth

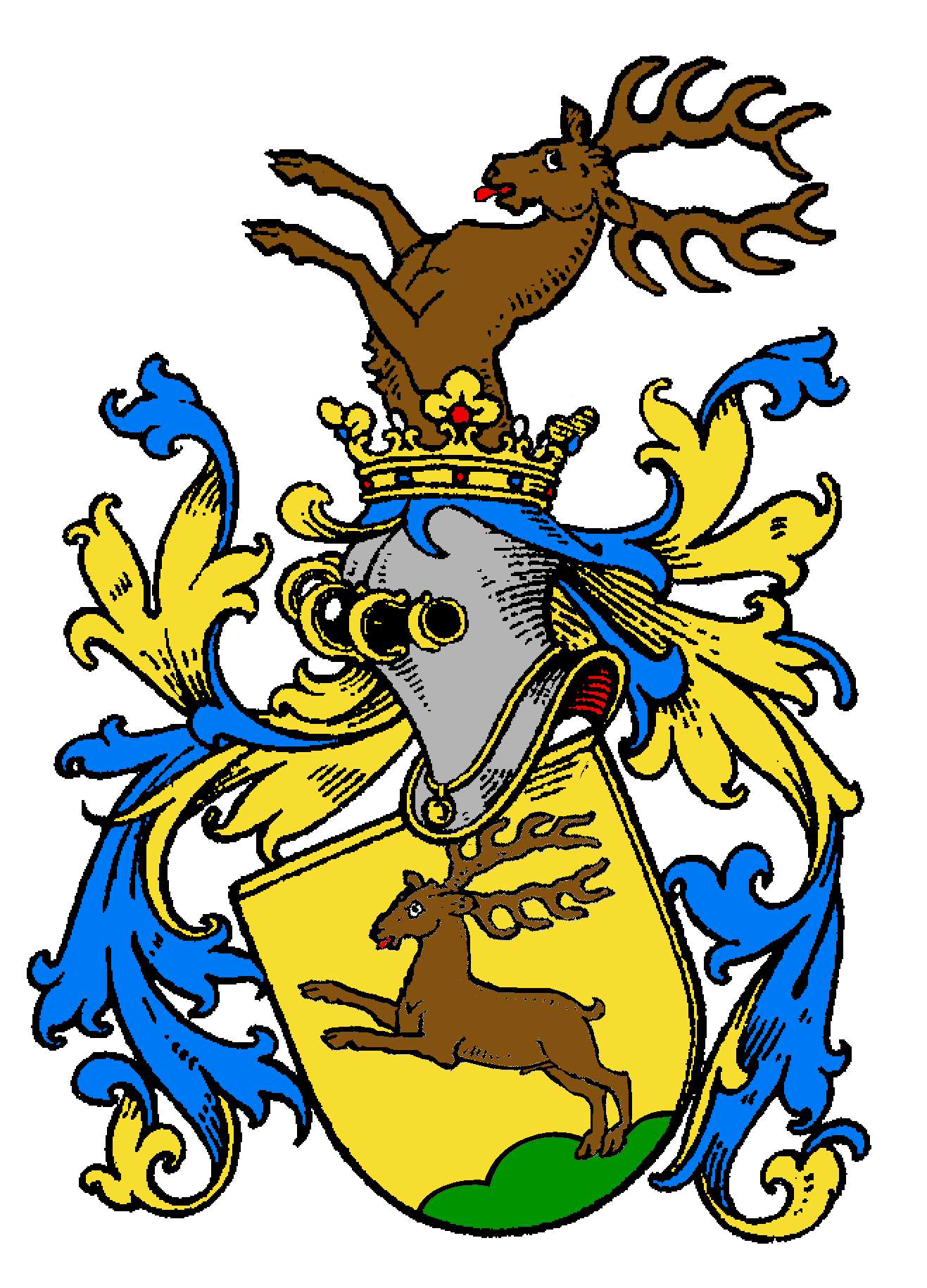
Wappen derer von Hirsch auf Gereuth

Hirsch auf Gereuth ist der Name eines fränkischen Hoffaktoren- und Adelsgeschlechts, dessen Stammreihe mit Moses Hirsch (um 1740–1810), Kaufmann in Königshofen (jetzt Gaukönigshofen) bei Ochsenfurt, beginnt. Die Familie war jüdischer Herkunft.
Die ursprüngliche Linie in Gereuth starb 1896 aus, der Planegger Zweig existiert weiter.

## Geschichte
- Der bayerische Adelsstand mit Namensmehrung „auf Gereuth“ wurde am 13. August 1818 in München für Moses’ Sohn Jacob (oder Jakob) Hirsch verliehen, Gutsherr auf Gereuth, Großhändler und königlich bayerischer Hofbankier in Würzburg, mit Immatrikulation im Königreich Bayern bei der Adelsklasse am 23. August 1818. Er erwarb 1815 das ehemals fürstbischöfliche Landschloss Gereuth in Unterfranken (heute Ortsteil von Untermerzbach) und 1824 vom Grafen von Thürheim die Hofmark Planegg wenige Kilometer südwestlich von München.
- Den bayerischen Freiherrnstand als „Freiherr von Hirsch“ erhielt am 2. April 1869 in München durch Ludwig II. Jacobs Sohn, der königlich bayerische Hofbankier Joseph von Hirsch auf Gereuth, Gutsherr auf Planegg mit Krailling und Fronloh, Harlaching mit Hellabrunn und Siebenbrunn, mit Immatrikulation im Königreich Bayern in der Freiherrnklasse am 6. Mai 1869.
- Den bayerischen Freiherrnstand erhielt am 13. Januar 1882 auf Schloss Hohenschwangau ebenfalls durch Ludwig II. Josephs Enkel Theodor (Freiherr) von Hirsch (* 1868) mit Immatrikulation im Königreich Bayern bei der Freiherrnklasse am 20. Februar 1882.
- Das Bankhaus Hirsch am Münchner Promenadeplatz bestand bis 1885.

## Wappen (1818, 1869)

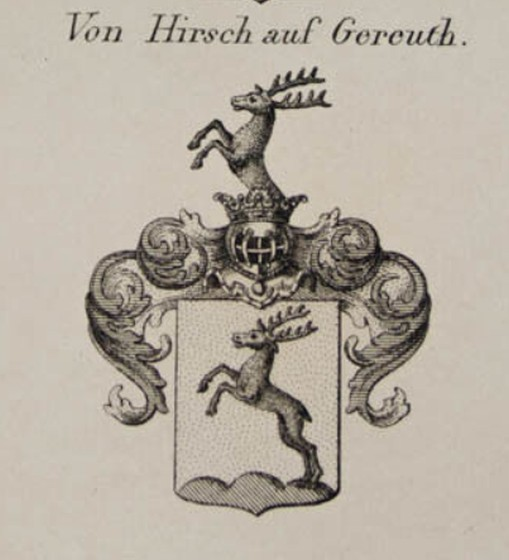
Wappen derer von Hirsch auf Gereuth

In Gold auf grünem Dreihügel ein aufgerichteter natürlicher Hirsch. Auf dem Helm mit blau-goldenen Decken der Hirsch wachsend.

## Gereuther Zweig
Jakobs Nachfolger in der Linie von Hirsch auf Gereuth wurde sein erstgeborener Sohn Julius Jakob Joel, geboren 1789. Das 1815 von Jakob von Hirsch erworbene Schloss Gereuth wurde 1859 wieder veräußert.
Im Gegensatz zu anderen Adelsgeschlechtern jüdischer Herkunft (z. B. den Freiherren von Oppenheim in Köln) traten die Hirschs auf Gereuth nicht zum Christentum über, sondern blieben dem jüdischen Glauben und ihrer jüdischen Identität auch als adelige Freiherren treu. Die Planegger Linie wurde später katholisch.

### Namensträger Hirsch auf Gereuth

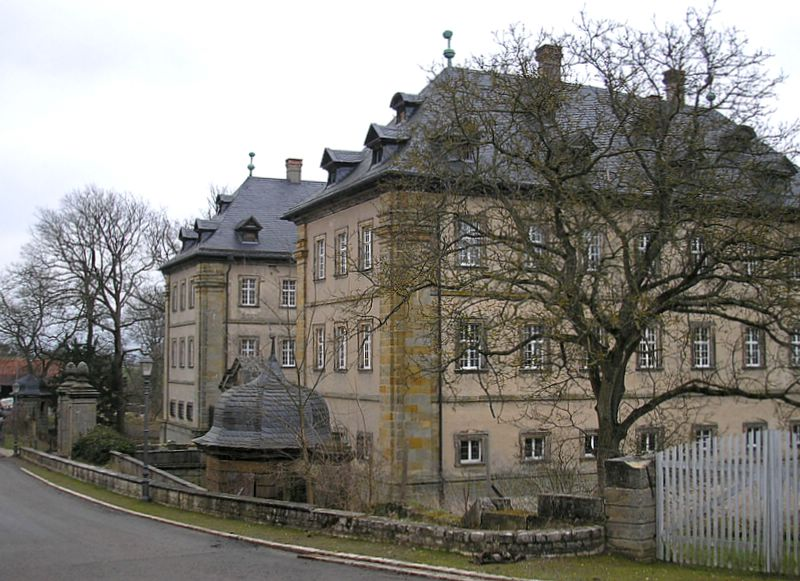
Schloss Gereuth im Landkreis Haßberge, Unterfranken

- Jakob von Hirsch (* 22. September 1765 in Gaukönigshofen bei Ochsenfurt; † 24. Dezember 1840 in Planegg) war ein deutscher jüdischer Bankier und Kaufmann.
- Joel Jakob Julius von Hirsch auf Gereuth, auch Julius Jakob Joel von Hirsch auf Gereuth oder kurz Joel Jacob von Hirsch (1789–1876), 1811 Bankgründer, bedeutendster Würzburger Unternehmer und Bankier (Hofbankier) im 19. Jahrhundert[1][2]
- Karl Hirsch und Joseph Hirsch (1831–1920), Söhne von Joel Jakob von Hirsch[3]
- Baron Maurice de Hirsch (1831–1896), eigentlich Moritz Freiherr von Hirsch auf Gereuth, Neffe von Jakob von Hirsch. Baron Hirsch vervielfachte sein Vermögen mit Eisenbahnkonzessionen im Osmanischen Reich und wurde der bedeutendste jüdische Philanthrop der zweiten Hälfte des 19. Jahrhunderts.
- Lucian de Hirsch (1857–1887) starb kinderlos. Sein Vater war der Letzte des Geschlechts und überlebte ihn um neun Jahre. Der Vater reagierte auf den Tod des Sohnes mit den Worten „Ich habe meinen Sohn verloren, aber nicht meinen Erben, mein Erbe ist die Humanität“.
- Paul Alarich Baron von Hirsch auf Gereuth, geboren am 27. Mai 1874 in Würzburg; ermordet 26. August 1942[4]
- Joel Jakob Julius von Hirsch auf Gereuth (1789–1876), deutsch-jüdischer Bankier und Kaufmann

## Planegger Zweig

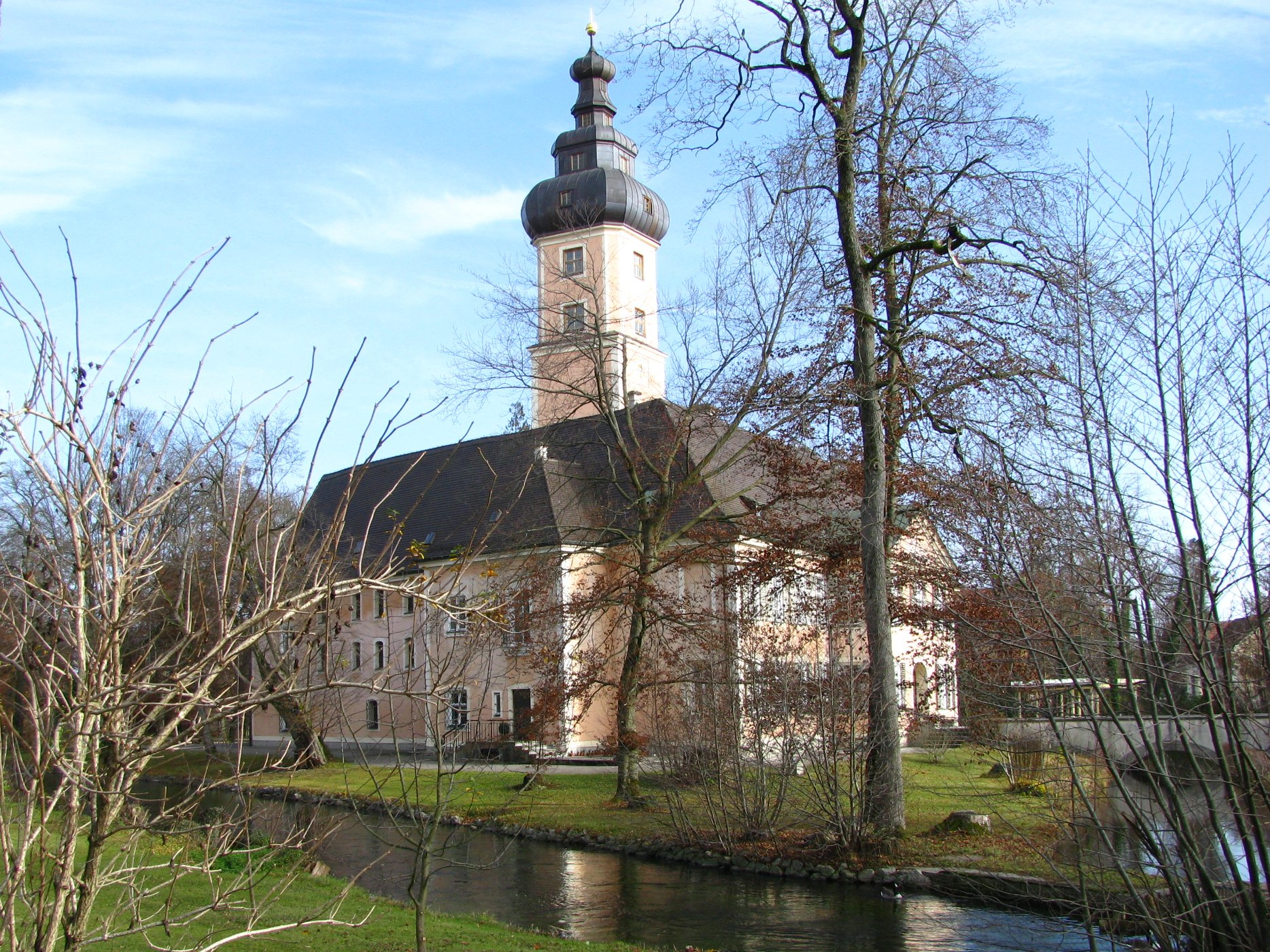
Schloss Planegg bei München

Die Besitzungen in Planegg und Krailling hinterließ Jakob von Hirsch seinem zweitgeborenen Sohn Josef, geboren 1805.
Das Schloss Planegg war Ziel eines größeren Anschlags in der Reichspogromnacht im November 1938, es wurde angezündet und mehrere Zimmer brannten aus. Die Brüder Karl von Hirsch und Rudolf von Hirsch wurden 1942 ins Ghetto Theresienstadt deportiert, der ältere Karl starb dort 1944, Rudolf wurde genötigt, das Schloss Planegg an die Stadt München abzutreten. Nach 1945 erhielt er es zurück; es befindet sich bis heute im Besitz der Freiherren von Hirsch.

### Namensträger Planegger Zweig
- Josef von Hirsch (1805–1885), Mitgründer der Kunstdüngerfabrik Süd-Chemie
- Theodor von Hirsch (1838–1916), Schlossherr auf Schloss Ortenberg (Baden)
- Karl von Hirsch (1871–1944), Brauereidirektor, verstarb im Ghetto Theresienstadt
- Rudolf von Hirsch (1875–1975), Bankier und Gutsbesitzer
- Ferdinand von Hirsch (1906–2001)
- Andreas von Hirsch (* 1934), Rechtsphilosoph und Straftheoretiker
- Hubert von Hirsch (1938–2022), Diplom-Chemiker und Patentanwalt[5]
- Philipp von Hirsch (* 1969), Consultant in der Marktforschung und CSU-Kommunalpolitiker